# Горки (село, городской округ Истра)
Горки — село (до 2018 года — деревня) в городском округе Истра Московской области России (до 2017 года — в составе сельского поселения Ядроминское Истринского района Московской области). Население — 1 чел. (2010). С Истрой село связано автобусным сообщением (автобус № 35).
Горки расположены в 16 км к северо-западу от райцентра Истра и в 8 км от железнодорожной станции Румянцево Рижского направления, на правом берегу речки Горенки, правого притока реки Маглуши, высота над уровнем моря 204 м.

## История
В XVI—XVIII веках Горки входили в состав Ижевского стана Дмитровского уезда, в 1782—1796 годах — в Воскресенский уезд и затем в Новопетровскую волость Рузского уезда Московской губернии. При советской власти, с 1922 года деревня в составе нового Воскресенского уезда, с 3 июня 1929 года в составе Воскресенского района Московской области.

## Население
| 2002 | 2006 | 2010 |
| ---- | ---- | ---- |
| 8    | ↘3   | ↘1   |